# Андрашевець
45°59′ пн. ш. 15°56′ сх. д. / 45.98° пн. ш. 15.94° сх. д.
Андрашевець (хорв. Andraševec) — населений пункт у Хорватії, у Крапинсько-Загорській жупанії у складі міста Орослав'є.

## Населення
Населення за даними перепису 2011 року становило 859 осіб.
Динаміка чисельності населення поселення:

## Клімат
Середня річна температура становить 10,14 °C, середня максимальна – 24,32 °C, а середня мінімальна – -6,40 °C. Середня річна кількість опадів – 948 мм.
| Клімат поселення                              | Клімат поселення | Клімат поселення | Клімат поселення | Клімат поселення | Клімат поселення | Клімат поселення | Клімат поселення | Клімат поселення | Клімат поселення | Клімат поселення | Клімат поселення | Клімат поселення | Клімат поселення |
| Показник                                      | Січ.             | Лют.             | Бер.             | Квіт.            | Трав.            | Черв.            | Лип.             | Серп.            | Вер.             | Жовт.            | Лист.            | Груд.            |                  |
| Середній максимум, °C                         | 5,66             | 7,74             | 12,04            | 16,40            | 21,25            | 24,32            | 23,40            | 22,78            | 18,85            | 13,79            | 8,16             | 4,27             |                  |
| Середня температура, °C                       | −0,38            | 1,72             | 6,00             | 10,38            | 15,23            | 18,28            | 19,94            | 19,33            | 15,38            | 10,32            | 4,68             | 0,81             |                  |
| Середній мінімум, °C                          | −6,4             | −4,32            | −0,03            | 4,36             | 9,19             | 12,26            | 16,48            | 15,86            | 11,91            | 6,86             | 1,20             | −2,68            |                  |
| Норма опадів, мм                              | 49               | 49               | 63               | 69               | 81               | 108              | 90               | 95               | 94               | 91               | 92               | 67               |                  |
| Середньомісячна швидкість вітру, м/с          | 1.73             | 1.90             | 2.30             | 2.22             | 2.10             | 1.90             | 1.81             | 1.70             | 1.66             | 1.70             | 1.80             | 1.79             |                  |
| Середньомісячна сонячна радіація, кДж/м²·день | 4097             | 6849             | 10480            | 14824            | 18922            | 20634            | 21588            | 18681            | 13885            | 8691             | 4526             | 3270             |                  |
| --------------------------------------------- | ---------------- | ---------------- | ---------------- | ---------------- | ---------------- | ---------------- | ---------------- | ---------------- | ---------------- | ---------------- | ---------------- | ---------------- | ---------------- |
| Джерело:                                      |                  |                  |                  |                  |                  |                  |                  |                  |                  |                  |                  |                  |                  |